# Jordi Benet
Jordi Benet Rubio (15 luglio 1980) è un ex calciatore andorrano, di ruolo centrocampista.